# オレンジ G
オレンジ G (Orange G)は、C.I.16230, Acid Red 10 または orange gelbe とも呼ばれる合成アゾ染料である。組織学用の多くの染色液に使われている。通常 2ナトリウム塩で、外観はオレンジ色の結晶か粉末である。

## 染色 (顕微鏡標本)
オレンジ G は、ケラチン染色用のパパニコロウ染色に使われる。また、花粉の染色用の Alexander test の主成分でもある。オレンジ G は、トリクローム染色による赤血球の染色に、他の黄色染料とともに使われる。

## カラーマーカー (電気泳動)
オレンジ G は、約 50 塩基対の DNA 分子のサイズで行なわれるアガロースゲル電気泳動、およびポリアクリルアミドゲル電気泳動のプロセスをモニターするためのカラー マーカーとして使用できる。ブロモフェノールブルーとキシレンシアノールも同じ目的で使用できる。（ただし、これらすべての色素の見かけの「サイズ」は、ゲル中のアガロースの濃度と使用するバッファーシステムによって異なるため、色素を使用する前に適切なリファレンスを調べて、ゲルがどの程度移動したかを判断する必要がある）

## pH指示薬
2つのイオン化可能な基を持つにもかかわらず、水溶液中では 2色しか示さず、中性および酸性 pHでは鮮やかなオレンジ色、または pH 9以上では赤色になる。